# Корольова Марія Вікторівна
Корольова Марія Вікторівна (16 жовтня 1974) — російська ватерполістка.
Бронзова призерка Олімпійських Ігор 2000 року.
Бронзова призерка Чемпіонату Європи з водного поло 1999 року.